# Justin Kientega
Justin Kientega (Temnaoré, Alto Volta, 7 de julho de 1959) é um clérigo burquinense e bispo católico romano de Ouahigouya.
Justin Kientega estudou desde 1980 no seminário de Ouagadougou e recebeu em 25 de julho de 1987 o sacramento da ordenação para a diocese de Koudougou. Kientega trabalhou inicialmente nesta diocese como vigário paroquial e capelão. De 1992 a 2002 foi pároco da Catedral de Koudougou. Ele então estudou de 2002 a 2007 no Instituto Internacional de Teologia do Camillianum da Pontifícia Faculdade Teresianum em Roma e recebeu seu doutorado em teologia. Desde 2008 foi tesoureiro diocesano da diocese de Koudougou e pároco no centro hospitalar regional.
Em 2 de fevereiro de 2010, o Papa Bento XVI o nomeou ao Bispo de Ouahigouya. O Arcebispo de Ouagadougou, Philippe Ouédraogo, o consagrou em 29 de maio do mesmo ano; Os co-consagradores foram o Arcebispo de Koupéla, Séraphin François Rouamba, e o Bispo de Koudougou, Basile Tapsoba.